# Brighton Rock (groupe)
Pour les articles homonymes, voir Brighton Rock (homonymie).
Brighton Rock est un groupe canadien de heavy metal, originaire de Niagara Falls, en Ontario.

## Histoire
Le groupe est formé en 1982 à Niagara Falls par le guitariste Greg Fraser et le bassiste Stevie Skreebs, ainsi que par le chanteur Gerry McGhee, le claviériste Martin Victor et le batteur Mark Cavarzan. Au départ, le groupe s'appelait Heart Attack. Après que leur chanson Breakin' Down the Barricade est incluse dans la compilation Q107 Homegrown, sortie en 1984, ils changent leur nom en Brighton Rock et sortent l'EP Brighton Rock l'année suivante.
Ils signent chez WEA pour leur premier album de 1986, Young, Wild and Free, produit par Michael Wagener avec l'aide de Jack Richardson pour la préproduction,. À cette époque, Martin Victor part rejoindre un groupe appelé Buxx, et est remplacé aux claviers par Johnny Rogers. Young, Wild and Free produit les tubes canadiens We Came to Rock et Can't Wait for the Night. L'album se classe au 82e rang au Canada et est certifié disque d'or en 1989.
En 1988, Brighton Rock sort l'album Take a Deep Breath, entièrement produit par Richardson,. Il s'agit de l'album du groupe qui connait le plus grand succès commercial. Au Canada, il se classe au 22e rang et au 11e rang du Top 50 Cancon Albums of '89. Ses singles, One More Try, Hangin' High and Dry et Can't Stop the Earth from Shakin' se classent 38e, 77e et 65e. Après la sortie de l'album, le groupe effectue sa première tournée au Royaume-Uni.
En 1991, Brighton Rock sort l'album Love Machine. L'album n'est pas classé, mais le single Hollywood Shuffle obtient la 6e place dans le classement Cancon : To Watch. Le groupe fait une tournée en Ontario pour soutenir l'album, puis se sépare. Leur dernier concert a lieu au Spectrum, une boîte de nuit de Toronto, en juin 1992. Comme l'explique Fraser, le groupe souffrait d'un mélange d'épuisement dû à un calendrier de tournées épuisant et de frustration due à l'impossibilité de percer sur le marché américain. Ils avaient viré leur manager et ne trouvaient personne pour les aider à passer au niveau supérieur. McGhee décide de s'installer à Los Angeles, Fraser rejoint Helix et Love Machine est nommé album de hard rock de l'année aux Prix Juno 1992.
Le groupe se regroupe pour une tournée de réunion en 2001, publiant l'album live A Room for Five Live en 2002. En 2006, un ensemble de grands succès est publié intitulé The Essentials. En 2007, Fraser et Skreebs forment un groupe appelé Fraze Gang et publient l'album Fraze Gang en 2008,. Un EP de Brighton Rock appelé Don't Call Us est annoncé pour une sortie en 2009, mais il ne s'est pas concrétisé.
Le groupe se reforme le jeudi 30 octobre 2008 au Phoenix Concert Theatre de Toronto pour un concert de bienfaisance en faveur d'un autre rocker canadien, Carl Dixon, blessé dans un accident de voiture. En 2013, ils jouent au Firefest X Festival en Angleterre, et sortent le single et la vidéo de Creatures of the Night, une réimagination du classique de KISS, pour l'album de collecte de fonds A World With Heroes (A Kiss Tribute For Cancer Care).
Depuis, Brighton Rock joue quelques concerts par an. Leurs derniers concerts ont lieu dans le cadre de la croisière Monsters of Rock 2019 en Jamaïque. Toujours en 2019, Brighton Rock sort une nouvelle chanson, End of Time. Le 25 août 2020, Gerry McGhee meurt d'un cancer. La même année, Fraser enregistre un album studio avec un nouveau groupe, Storm Force.

## Discographie

### Albums studio
- 1986 : Young, Wild and Free
- 1988 : Take a Deep Breath
- 1991 : Love Machine

### EP
- 1983 : Brighton Rock

### Album live
- 2002 : A Room for Five Live

### Single
- 2006 : The Essentials